# Plectranthus daviesii
Plectranthus daviesii là một loài thực vật có hoa trong họ Hoa môi. Loài này được (E.A.Bruce) B.Mathew miêu tả khoa học đầu tiên năm 1976.